# Fenriz
Gylve Fenris Nagell (nascut Leif Nagell el 28 de novembre de 1971), conegut professionalment com a Fenriz, és un músic noruec, periodista musical a temps parcial i presentador de ràdio en línia (amb el programa "Radio Fenriz") que és més conegut per formar part del duo de metall extrem Darkthrone, al costat de Nocturno Culto. Encara que principalment baterista i compositor, també ha tocat el baix, la guitarra i la veu per a Darkthrone i diverses altres bandes de metall. Fenriz és famós pel seu coneixement enciclopèdic de la música metall, la seva entusiasma promoció de les bandes underground i del fes-ho tu mateix, i el seu rebuig al "món de l'espectacle de la indústria musical". Fenriz també va ser el bateria d'estudi de la banda de doom metal Valhall, i ha tingut diversos projectes en solitari, incloent-hi el projecte de folk black metal Isengard i el projecte de dark ambient Neptune Towers.

## Biografia
La primera exposició de Fenriz a la música heavy metall va arribar quan era un nen i va rebre l'àlbum Sweet Freedom d'⁣Uriah Heep del seu oncle pel seu aniversari. Als 16 anys, Fenriz va abandonar l'escola i va començar a treballar a temps complet per donar suport a la seva música. El 1986 va cofundar la banda de death metal Black Death amb Ivar Enger i Anders Risberget. El 1988 s'hi havia unit Ted Skjellum (Nocturno Culto) i van ser rebatejats com Darkthrone. Després de llançar el seu primer àlbum de death metal el 1991, la banda va canviar d'estil i es va convertir en una de les bandes líders en l'⁣escena de black metal noruega. Fenriz va dir que tenia un interès passiu per Bathory i Celtic Frost, però afirmà que no va entendre la "foscor" del black metal fins que va escoltar una cançó de la banda hongaresa Tormentor. El segon àlbum publicat per Darkthrone, A Blaze in the Northern Sky, gravat l'agost de 1991 als Creative Studios però no publicat fins al febrer de 1992, és considerat com un dels àlbums més importants que van definir el gènere del black metal. Darkthrone no va estar involucrat en els incendis i assassinats de l'església per part d'altres membres de l'escena, i Fenriz ha denunciat el "bombo" que ho envoltà.
Des de 1993, Darkthrone ha estat un duet de Fenriz i Nocturno Culto. Fenriz va gravar tots els instruments dels seus àlbums Transilvanian Hunger (1994) i Panzerfaust (1995). Des de finals de la dècada de 1980 fins a mitjans dels 90, Fenriz també va fundar diversos projectes en solitari, com ara el projecte de folk black metal Isengard i el projecte de dark ambient fosc Neptune Towers. També va ser el bateria de la banda Valhall en els seus tres àlbums d'estudi. A la dècada de 1990 va cofundar la banda de folk metal Storm amb Sigurd Wongraven, que va publicar un àlbum.
Tant ell com Nocturno s'han negat a tocar en directe des dels anys noranta. El 2004, van rebutjar una nominació al premi Norwegian Alarm pel seu àlbum Sardonic Wrath. Fenriz va dir: "No tenim gens d'interès a formar part de la brillantor i l'espectacle de la indústria musical". Fenriz (al costat de Varg Vikernes) és el focus principal de la pel·lícula documental de black metal del 2008 Until The Light Takes Us.
El 2016, es va informar àmpliament que Fenriz havia estat escollit al seu consell municipal local, Oppegård. Va ser elegit per un mandat de quatre anys com a regidor suplent del Partit Liberal, explicant que "hauria d'intervenir quan la gent habitual que va a les grans reunions estigui malalt o alguna cosa". Fenriz va dir: "Van trucar i em van preguntar si volia estar a la llista [de representants de seguretat]. Vaig dir que sí, pensant que seria com el 18è de la llista i que realment no hauria de fer res". La seva "campanya" era una foto d'ell sostenint el seu gat amb el títol "Si us plau, no em votis".
Fenriz viu a la seva ciutat natal de Kolbotn. Segons The Guardian, Fenriz "ha estat durant molt de temps un heroi en l'escena underground" i "té l'obsessió per desenterrar música nova i promocionar-la amb un entusiasme rabiós". La revista de heavy metal Iron Fist va assenyalar que té la reputació per ser una "enciclopèdia ambulant del metall". És periodista musical a temps parcial i presenta un programa mensual de ràdio en línia a NTS anomenat "Radio Fenriz". Va crear el bloc "Band of the Week" del qual provenen els actes del festival de metall underground Live Evil. Fenriz ha treballat a temps parcial al servei postal des de finals de la dècada de 1980, cosa que, segons ell, li permet passar moltes hores cada setmana escoltant música nova. També ha aparegut en un programa de televisió noruec sobre el senderisme als boscos.

## Projectes musicals
- Darkthrone - bateria, baix, guitarra rítmica, veu, lletra (1986-present)
- Valhall - bateria (1987–1989, 1993–?, 2007–present)
- Fenriz' Red Planet – tot (1993–?) – projecte en solitari
- Isengard – tot (1989–1995) – projecte en solitari
- Neptune Towers – tot (1993–1995) – projecte en solitari
- Dødheimsgard - baix i veu addicional (1994–1995)
- Storm – bateria, veu (1995) – (amb Satyr de Satyricon i Kari Rueslåtten)
- Eibon – bateria (1999) (amb Satyr de Satyricon, Killjoy de Necrophagia i Phil Anselmo de Pantera)
- Fuck You All - baix (2002)
- Regress FF – tot (1994) – projecte en solitari

## Discografia
| Year | Title                           | Band                          | Instruments                                                     |
| ---- | ------------------------------- | ----------------------------- | --------------------------------------------------------------- |
| 1987 | Trash Core '87 (demo)           | Black Death (pre-Darkthrone)  | drums, vocals                                                   |
| 1987 | Black is Beautiful (demo)       | Black Death (pre-Darkthrone)  | drums, vocals                                                   |
| 1987 | Land of Frost (demo)            | Darkthrone                    | drums, vocals                                                   |
| 1987 | A New Dimension (demo)          | Darkthrone                    | drums                                                           |
| 1988 | The Castle of Death (demo)      | Valhall                       | drums                                                           |
| 1989 | Thulcandra (demo)               | Darkthrone                    | drums, vocals                                                   |
| 1989 | Cromlech (demo)                 | Darkthrone                    | drums                                                           |
| 1989 | Spectres Over Gorgoroth (demo)  | Isengard                      | everything                                                      |
| 1991 | Horizons (demo)                 | Isengard                      | everything                                                      |
| 1991 | Soulside Journey                | Darkthrone                    | drums                                                           |
| 1991 | Goatlord (demo)                 | Darkthrone                    | drums, vocals                                                   |
| 1992 | A Blaze in the Northern Sky     | Darkthrone                    | drums                                                           |
| 1993 | Under a Funeral Moon            | Darkthrone                    | drums                                                           |
| 1993 | Vanderen (demo)                 | Isengard                      | everything                                                      |
| 1994 | Transilvanian Hunger            | Darkthrone                    | drums, rhythm guitar, bass                                      |
| 1994 | Caravans to Empire Algol        | Neptune Towers                | everything                                                      |
| 1994 | Promo 1994 (demo)               | Dødheimsgard                  | bass                                                            |
| 1995 | Høstmørke                       | Isengard                      | everything                                                      |
| 1995 | Transmissions from Empire Algol | Neptune Towers                | everything                                                      |
| 1995 | Panzerfaust                     | Darkthrone                    | drums, guitar, bass                                             |
| 1995 | Nordavind                       | Storm                         | drums, additional vocals                                        |
| 1995 | Kronet Til Konge                | Dødheimsgard                  | bass, additional vocals                                         |
| 1995 | Moonstoned                      | Valhall                       | drums                                                           |
| 1995 | Promo 1995 (demo)               | Dødheimsgard                  | bass, additional vocals                                         |
| 1996 | Total Death                     | Darkthrone                    | drums; additional guitar and bass                               |
| 1997 | Heading for Mars                | Valhall                       | drums                                                           |
| 1999 | Ravishing Grimness              | Darkthrone                    | drums                                                           |
| 2001 | Plaguewielder                   | Darkthrone                    | drums                                                           |
| 2003 | Hate Them                       | Darkthrone                    | drums                                                           |
| 2004 | Sardonic Wrath                  | Darkthrone                    | drums; additional vocals                                        |
| 2006 | Too Old, Too Cold (single)      | Darkthrone                    | drums; additional vocals and guitars                            |
| 2006 | The Cult is Alive               | Darkthrone                    | drums; additional vocals and guitars                            |
| 2006 | Forebyggende krig (single)      | Darkthrone                    | drums; additional vocals                                        |
| 2007 | NWOBHM (EP)                     | Darkthrone                    | drums; additional vocals and guitars                            |
| 2007 | F.O.A.D.                        | Darkthrone                    | drums; additional vocals                                        |
| 2008 | Dark Thrones and Black Flags    | Darkthrone                    | drums; vocals and guitars (shared)                              |
| 2009 | Red Planet                      | Valhall                       | drums                                                           |
| 2009 | Engangsgrill (split)            | Fenriz' Red Planet/Nattefrost | everything (tracks 1–3) (recorded in 1993)                      |
| 2009 | Fuck You All                    | Fuck You All                  | bass (recorded in 2002)                                         |
| 2010 | Circle the Wagons               | Darkthrone                    | drums; vocals and guitars (shared)                              |
| 2013 | The Underground Resistance      | Darkthrone                    | drums, vocals (shared), guitar solo on track 2, bass on track 4 |
| 2015 | Regress FF                      | Regress FF                    | everything (recorded in 1994)                                   |
| 2016 | Arctic Thunder                  | Darkthrone                    | drums; additional bass and guitars                              |
| 2016 | Traditional Doom Cult           | Isengard                      | everything (recorded 1989–1990)                                 |
| 2019 | Old Star                        | Darkthrone                    | Drums                                                           |
| 2021 | Eternal Hails......             | Darkthrone                    | Drums, bass, synthesizer, additional guitar and vocals          |
| 2022 | Astral Fortress                 | Darkthrone                    | Drums, synthesizer and vocals                                   |

- Nota: Totes les lletres de Darkthrone estan escrites per Fenriz, a excepció de les pistes 5–8 de Transilvanian Hunger, la pista 6 de Panzerfaust i l'àlbum Total Death. L'escriptura de cançons es divideix normalment entre Fenriz i Nocturno Culto, però varia d'un àlbum a un altre.

### Aparicions com a convidat
- Ulver - veu a "A Song of Liberty Plates 25–27" de l'àlbum Themes from The Marriage of Heaven and Hell de William Blake (1998)
- Satyricon - percussió (pistes 4–5) a Rebel Extravaganza (1999)
- Aura Noir : veu addicional a Dreams like Deserts (1995), Increased Damnation (2000) i The Merciless (2004)
- Thorns : veu i bateria (pista 9) a Thorns vs. Emperor (2011) (gravat entre 1998 i 1999)
- Red Harvest - cors a "Absolut Dunkel:heit" de l'àlbum Cold Dark Matter (2000)
- Cadaver Inc. - veus addicionals a Discipline (2001)
- Audiopain: lletres addicionals de Revel in Desecration (2002)
- Trashcan Darlings - veu addicional a "Dehumanizer" de l'àlbum Episode 1: The Lipstick Menace (2002)